# Arena walki
Arena walki (ang. Battle Circus) – amerykański film wojenny w reżyserii Richarda Brooksa z 1953 roku.

## Fabuła
W czasie wojny koreańskiej pielęgniarka Ruth McGara (June Allyson) i chirurg Jed Webbe (Humphrey Bogart) zakochują się w sobie.

## Obsada
- Humphrey Bogart - major Jed Webbe
- June Allyson - porucznik Ruth McGara
- Keenan Wynn - sierżant Orvil Statt
- Robert Keith jako podpułkownik Hilary Whalters
- Philip Ahn jako koreański jeniec
- Steve Forrest jako sierżant